# 藍鴻震
藍鴻震，GBS，ISO，JP（1940年5月29日—），人稱藍爺，前民政事務局局長。

## 簡歷
藍鴻震，生于廣東省大埔，六歲移居香港，小學就讀德信學校，中學畢業於聖芳濟書院。於羅富國教育學院（今香港教育大學，教育學院前身）畢業後，在福華街實用中學執教。匯豐控股首位華人執行董事鄭海泉和前立法會議員鄭經翰都是其學生。
1965年取得倫敦大學文學士學位及特許秘書資歷，之後加入醫務衞生署，成為伊利沙伯醫院的助理醫院秘書。1966年轉職政務主任，曾出任的高層職位包括：教育署副署長（1987年6月－1988年9月）、港九政務署長（1988年9月－1991年9月）及香港駐東京經濟貿易首席代表（1991年10月－1997年9月），官至民政事務局局長（1997年9月4日－2000年7月6日）。
退休後，曾以新世紀論壇成員身份伙拍區議員陳財喜和學協成員楊沁瑜，及馮可強參選2000年香港立法會選舉香港島選區，是繼黃錢其濂後第二位角逐立法機構議席的政府高官，但最終落敗。
現为建制派人士，曾任第十屆及第十一屆全國政協委員。

## 榮譽
- 帝國服務勳章
- 金紫荊星章（2000年）
- 非官守太平紳士（2001年）

## 曾任董事的上市及非上市公司
- 長江基建
- 和電香港控股
- 和記港陸
- 置富資產管理有限公司
- 泓富資產管理有限公司
- 泓富產業信託
- 澳門博彩控股有限公司
- 南洋商業銀行有限公司
- 藍鴻震顧問有限公司主席

## 外部連結
- 大公網 - 藍爺自豪教出兩個鄭大班 （页面存档备份，存于）
- 香港特區政府新聞公報（页面存档备份，存于）